# Collegio di Woking
Woking è un collegio elettorale inglese situato nel Surrey rappresentato alla Camera dei comuni del parlamento del Regno Unito. Elegge un membro del parlamento con il sistema maggioritario a turno unico; l'attuale parlamentare è Will Forster dei Liberal Democratici, che rappresenta il collegio dal 2024.

## Estensione

Woking dal 1997 al 2024

- 1950–1974: i distretti urbani di Frimley and Camberley e Woking, e nel distretto rurale di Guildford le parrocchie di Ash, Normandy e Pirbright
- 1974–1997: come sopra eccezion fatta per Frimley and Camberley. Da notare che nel 1974 le aree divennero parte del borough di Woking e di Guildford
- 1997–2024: come sopra eccetto Ash e Ash Vale
- dal 2024: i ward del borgo di Woking di Byfleet and West Byfleet, Canalside, Goldsworth Park, Heathlands, Hoe Valley, Horsell, Knaphill, Mount Hermon, Pyrford e St. John's.

Il collegio successore di Frimley and Camberley, nel 1974, divenne North West Surrey, abolito poi nel 1997. Il successore di Ash and Ash Vale fu Surrey Heath. Il collegio di Woking è incentrato sulla città di Woking, nel Surrey. La Boundary Commission for England non apportò modifiche a Woking in occasione della revisione per le elezioni del 2010.

## Membri del parlamento
| Elezione | Elezione       | Deputato         | Partito             |
| -------- | -------------- | ---------------- | ------------------- |
|          | 1950           | Harold Watkinson | Conservatore        |
| 1964     | Cranley Onslow |                  | Conservatore        |
| 1997     | Humfrey Malins |                  | Conservatore        |
| 2010     | Jonathan Lord  |                  | Conservatore        |
|          | 2024           | Will Forster     | Liberal Democratici |

## Elezioni

### Elezioni negli anni 2020
| Partito                    | Partito                                         | Candidato                  | Risultati 4 luglio 2024 | Risultati 4 luglio 2024 |
| Partito                    | Partito                                         | Candidato                  | Voti                    | %                       |
| -------------------------- | ----------------------------------------------- | -------------------------- | ----------------------- | ----------------------- |
|                            | Lib Dem                                         | Will Forster               | 24 019                  | 49,89                   |
|                            | Conservatore                                    | Jonathan Lord              | 12 773                  | 26,53                   |
|                            | Reform UK                                       | Richard Barker             | 4 888                   | 10,15                   |
|                            | Laburista                                       | Ese Erheriene              | 4 444                   | 9,23                    |
|                            | Verde                                           | Nataly Anderson            | 1 853                   | 3,85                    |
|                            | Heritage                                        | Tim Read                   | 168                     | 0,35                    |
|                            |                                                 |                            |                         |                         |
| Iscritti                   | Iscritti                                        | Iscritti                   | 72 977                  | 100,00                  |
| ↳ Votanti (% su iscritti)  | ↳ Votanti (% su iscritti)                       | ↳ Votanti (% su iscritti)  | 48 145                  | 65,97                   |
| ↳ Astenuti (% su iscritti) | ↳ Astenuti (% su iscritti)                      | ↳ Astenuti (% su iscritti) | 24 832                  | 34,03                   |
|                            |                                                 |                            |                         |                         |
|                            | Esito: collegio passa da Conservatore a Lib Dem |                            |                         |                         |

### Elezioni negli anni 2010
| Partito                    | Partito                                   | Candidato                  | Risultati 12 dicembre 2019 | Risultati 12 dicembre 2019 |
| Partito                    | Partito                                   | Candidato                  | Voti                       | %                          |
| -------------------------- | ----------------------------------------- | -------------------------- | -------------------------- | -------------------------- |
|                            | Conservatore                              | Jonathan Lord              | 26 396                     | 48,94                      |
|                            | Lib Dem                                   | Will Forster               | 16 629                     | 30,83                      |
|                            | Laburista                                 | Gerry Mitchell             | 8 827                      | 16,37                      |
|                            | Verdi                                     | Ella Walding               | 1 485                      | 2,75                       |
|                            | UKIP                                      | Troy de Leon               | 600                        | 1,11                       |
|                            |                                           |                            |                            |                            |
| Iscritti                   | Iscritti                                  | Iscritti                   | 75 455                     | 100,00                     |
| ↳ Votanti (% su iscritti)  | ↳ Votanti (% su iscritti)                 | ↳ Votanti (% su iscritti)  | 53 937                     | 71,48                      |
| ↳ Astenuti (% su iscritti) | ↳ Astenuti (% su iscritti)                | ↳ Astenuti (% su iscritti) | 21 518                     | 28,52                      |
|                            |                                           |                            |                            |                            |
|                            | Esito: collegio confermato a Conservatore |                            |                            |                            |

| Partito                    | Partito                                   | Candidato                  | Risultati 8 giugno 2017 | Risultati 8 giugno 2017 |
| Partito                    | Partito                                   | Candidato                  | Voti                    | %                       |
| -------------------------- | ----------------------------------------- | -------------------------- | ----------------------- | ----------------------- |
|                            | Conservatore                              | Jonathan Lord              | 29 903                  | 54,13                   |
|                            | Laburista                                 | Fiona Colley               | 13 179                  | 23,86                   |
|                            | Lib Dem                                   | Will Forster               | 9 711                   | 17,58                   |
|                            | UKIP                                      | Troy de Leon               | 1 161                   | 2,10                    |
|                            | Verdi                                     | James Brierley             | 1 092                   | 1,98                    |
|                            | Indipendente                              | Hassan Akberali            | 200                     | 0,36                    |
|                            |                                           |                            |                         |                         |
| Iscritti                   | Iscritti                                  | Iscritti                   | 76 201                  | 100,00                  |
| ↳ Votanti (% su iscritti)  | ↳ Votanti (% su iscritti)                 | ↳ Votanti (% su iscritti)  | 55 246                  | 72,50                   |
| ↳ Astenuti (% su iscritti) | ↳ Astenuti (% su iscritti)                | ↳ Astenuti (% su iscritti) | 20 955                  | 27,50                   |
|                            |                                           |                            |                         |                         |
|                            | Esito: collegio confermato a Conservatore |                            |                         |                         |

| Partito                    | Partito                                      | Candidato                  | Risultati 7 maggio 2015 | Risultati 7 maggio 2015 |
| Partito                    | Partito                                      | Candidato                  | Voti                    | %                       |
| -------------------------- | -------------------------------------------- | -------------------------- | ----------------------- | ----------------------- |
|                            | Conservatore                                 | Jonathan Lord              | 29 199                  | 56,19                   |
|                            | Laburista                                    | Jill Rawling               | 8 389                   | 16,14                   |
|                            | Lib Dem                                      | Chris Took                 | 6 047                   | 11,64                   |
|                            | UKIP                                         | Rob Burberry               | 5 873                   | 11,30                   |
|                            | Verdi                                        | Martin Robson              | 2 109                   | 4,06                    |
|                            | CISTA                                        | Declan Wade                | 229                     | 0,44                    |
|                            | Magna Carta Conservation Party Great Britain | Ruth Temple                | 77                      | 0,15                    |
|                            | The Evolution Party                          | Angela Woolford            | 41                      | 0,08                    |
|                            |                                              |                            |                         |                         |
| Iscritti                   | Iscritti                                     | Iscritti                   | 74 234                  | 100,00                  |
| ↳ Votanti (% su iscritti)  | ↳ Votanti (% su iscritti)                    | ↳ Votanti (% su iscritti)  | 51 964                  | 70,00                   |
| ↳ Astenuti (% su iscritti) | ↳ Astenuti (% su iscritti)                   | ↳ Astenuti (% su iscritti) | 22 270                  | 30,00                   |
|                            |                                              |                            |                         |                         |
|                            | Esito: collegio confermato a Conservatore    |                            |                         |                         |

| Partito                    | Partito                                      | Candidato                  | Risultati 6 maggio 2010 | Risultati 6 maggio 2010 |
| Partito                    | Partito                                      | Candidato                  | Voti                    | %                       |
| -------------------------- | -------------------------------------------- | -------------------------- | ----------------------- | ----------------------- |
|                            | Conservatore                                 | Jonathan Lord              | 26 551                  | 50,30                   |
|                            | Lib Dem                                      | Rosie Sharpley             | 19 744                  | 37,40                   |
|                            | Laburista                                    | Tom Miller                 | 4 246                   | 8,04                    |
|                            | UKIP                                         | Rob Burberry               | 1 997                   | 3,78                    |
|                            | Peace                                        | Julie Roxburgh             | 204                     | 0,39                    |
|                            | Magna Carta Conservation Party Great Britain | Ruth Temple                | 44                      | 0,08                    |
|                            |                                              |                            |                         |                         |
| Iscritti                   | Iscritti                                     | Iscritti                   | 73 826                  | 100,00                  |
| ↳ Votanti (% su iscritti)  | ↳ Votanti (% su iscritti)                    | ↳ Votanti (% su iscritti)  | 52 786                  | 71,50                   |
| ↳ Astenuti (% su iscritti) | ↳ Astenuti (% su iscritti)                   | ↳ Astenuti (% su iscritti) | 21 040                  | 28,50                   |
|                            |                                              |                            |                         |                         |
|                            | Esito: collegio confermato a Conservatore    |                            |                         |                         |

### Elezioni negli anni 2000
| Partito                    | Partito                                   | Candidato                  | Risultati 5 maggio 2005 | Risultati 5 maggio 2005 |
| Partito                    | Partito                                   | Candidato                  | Voti                    | %                       |
| -------------------------- | ----------------------------------------- | -------------------------- | ----------------------- | ----------------------- |
|                            | Conservatore                              | Humfrey Malins             | 21 838                  | 47,45                   |
|                            | Lib Dem                                   | Anne Lee                   | 15 226                  | 33,08                   |
|                            | Laburista                                 | Ellie Blagbrough           | 7 507                   | 16,31                   |
|                            | UKIP                                      | Matthew Davies             | 1 304                   | 2,83                    |
|                            | UK Community Issues Party                 | Michael Osman              | 150                     | 0,33                    |
|                            |                                           |                            |                         |                         |
| Iscritti                   | Iscritti                                  | Iscritti                   | 72 626                  | 100,00                  |
| ↳ Votanti (% su iscritti)  | ↳ Votanti (% su iscritti)                 | ↳ Votanti (% su iscritti)  | 46 045                  | 63,40                   |
| ↳ Astenuti (% su iscritti) | ↳ Astenuti (% su iscritti)                | ↳ Astenuti (% su iscritti) | 26 581                  | 36,60                   |
|                            |                                           |                            |                         |                         |
|                            | Esito: collegio confermato a Conservatore |                            |                         |                         |

| Partito                    | Partito                                   | Candidato                  | Risultati 7 giugno 2001 | Risultati 7 giugno 2001 |
| Partito                    | Partito                                   | Candidato                  | Voti                    | %                       |
| -------------------------- | ----------------------------------------- | -------------------------- | ----------------------- | ----------------------- |
|                            | Conservatore                              | Humfrey Malins             | 19 747                  | 46,02                   |
|                            | Lib Dem                                   | Alan Hilliar               | 12 988                  | 30,27                   |
|                            | Laburista                                 | Sabir Hussain              | 8 714                   | 20,31                   |
|                            | UKIP                                      | Michael Harvey             | 1 461                   | 3,40                    |
|                            |                                           |                            |                         |                         |
| Iscritti                   | Iscritti                                  | Iscritti                   | 71 279                  | 100,00                  |
| ↳ Votanti (% su iscritti)  | ↳ Votanti (% su iscritti)                 | ↳ Votanti (% su iscritti)  | 42 910                  | 60,20                   |
| ↳ Astenuti (% su iscritti) | ↳ Astenuti (% su iscritti)                | ↳ Astenuti (% su iscritti) | 28 369                  | 39,80                   |
|                            |                                           |                            |                         |                         |
|                            | Esito: collegio confermato a Conservatore |                            |                         |                         |

## Risultati dei referendum

### Referendum sulla permanenza del Regno Unito nell'Unione europea del 2016
|             | Collegio    | Lasciare UE % | Rimanere in UE % |
| ----------- | ----------- | ------------- | ---------------- |
|             | Woking      | 44,0%         | 56,0%            |
|             | Inghilterra | 53,3%         | 46,7%            |
| Regno Unito | 51,9%       | 48,1%         |                  |